# Evergestis subterminalis
Evergestis subterminalis là một loài bướm đêm trong họ Crambidae.